# Max Durtschi
Maxwell Durtschi (né le 26 mai 1991 à Ketchum, dans l'Idaho) est un cycliste américain.

## Biographie
Avant de se mettre au vélo, Maxwell s'est essayé à de nombreux sports, il a également représenté son pays dans le ski de fond au niveau international.

## Carrière en cyclisme

### Palmarès sur route
- 2009
  -  Championnats des États-Unis sur route juniors

## Carrière en biathlon

### Championnats du monde
| Épreuve / Édition       | Individuel | Sprint | Poursuite | Mass start | Relais | Relais mixte | Relais mixte simple |
| Mondiaux 2019 Östersund | —          | 93e    | —         | —          | 19e    | —            | —                   |